# Global Gateway
Global Gateway soit portail mondial en français, est un projet européen créé par l’Union européenne présenté par Ursula von der Leyen à Bruxelles pour développer des connexions fiables et durables en faveur de la population mondiale et la planète. 

Drapeau UE

Global Gateway a pour objet de mobiliser jusqu'à 300 milliards d'euros d'investissements public et privé entre 2021 et 2027, dont 150 milliards d'euros pour l'Afrique, pour soutenir une reprise mondiale durable, en tenant compte des besoins tant des pays partenaires que des intérêts propres de l'UE.
Le but de Global Gateway est de proposer une alternative au programme chinois des nouvelles routes de la soie.
Lors de son discours sur l’état de l’Union le 15 septembre 2021, Ursula von der Leyen avait évoqué la philosophie de ce projet : « Nous sommes très bons pour financer des routes, avait-elle dit, mais cela n’a pas de sens que l’Europe construise une route parfaite entre une mine de cuivre appartenant à la Chine et un port appartenant à la Chine. Nous devons nous montrer plus intelligents pour ces types d’investissements ».
L’Europe n’est en outre pas la seule à vouloir faire de l’ombre aux nouvelles routes de la soie. Les États-Unis ont aussi annoncé leur propre programme, Build Back Better World, lors du sommet du G7 en juin 2021 en Angleterre.
Le but est de financer des projets dans le monde entier de fibre optique, énergies vertes, santé, transports ainsi que sur les systèmes d'éducation.
Le contre-projet européen relève donc, pour la Commission, d’un enjeu de souveraineté européenne,,.